# Emin Erkul

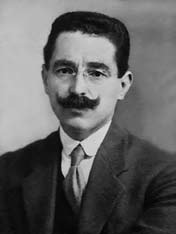
Emin Erkul

Emin Erkul (geboren 1881 in Grevena, Osmanisches Reich; gestorben am 3. Juni 1964 in Istanbul) war ein türkischer Arzt und Politiker. Er war Abgeordneter des türkischen Parlaments und von 1924 bis 1926 Bürgermeister der Stadt Istanbul.

## Leben
Emin Erkul wurde 1881 in Grevena (Sandschak Serfidsche) im europäischen Teil des Osmanischen Reiches als Sohn des Steuerbeamten Yahya Efendi und der Hasbiye Hanım geboren. Nach dem Abschluss der Grundschule ging Erkul nach Istanbul und besuchte die Soğukçeşme Askerî Rüştiyesi (deutsch Militärmittelschule Soğukçeşme) und das Militärgymnasium Kuleli. Anschließend studierte er an der Militärmedizinschule Mekteb-i Tıbbiye-i Şahane fort und schloss das Studium im August 1905 im Rang eines Hauptmanns ab. Am 6. Dezember 1905 begann er als Chirurg an der Militärmedizinischen Akademie Gülhane zu arbeiten. Am 15. Juni 1908 wurde er zum Assistenten von Georg Deycke ernannt und ging 1909 auf Vorschlag des deutschen Chirurgen Julius Wieting für eine chirurgische Facharztausbildung nach Hamburg. Nach seiner Facharztausbildung kehrte er in die Türkei zurück und eröffnete am 12. November 1909 ein eigenes Krankenhaus. Außerdem wurde der zum zweiten Assistenzlehrer für chirurgische Erkrankungen an der Akademie Gülhane und zum Assistenzlehrer für chirurgische Erkrankungen an der Militärschule für Medizin ernannt. Aus gesundheitlichen Gründen schied er 1910 aus dem Militärdienst aus und arbeitete fortan in dem von ihm eröffneten Privatkrankenhaus in Afyonkarahisar. Außerdem eröffnete er ein zweites Krankenhaus in Konya. 
Im Jahr 1913 wurde Emin Erkul zum Sanitätsdirektor der Provinz Bursa ernannt und arbeitete am Gureba-Krankenhaus. Im Jahr 1915 war er sechs Monate lang stellvertretender Bürgermeister von Bursa. Im Jahr 1917 wurde er zum Chefarzt des Gureba-Krankenhauses ernannt und war Chefarzt des Bursa-Militär-Genesungskrankenhauses und des Menzil-Krankenhauses. Zum Ende des Jahres 1917 wurde er von seinen Aufgaben als Chefarzt und Betreiber des Bursa-Gureba-Krankenhauses entbunden und im folgenden Jahr zum Sanitätsdirektor von Batumi ernannt, trat das Amt aber aufgrund des osmanischen Verlustes der Region zum Ende des Ersten Weltkrieges nicht an.
Emin Erkul beteiligte sich an der türkischen Widerstandsbewegung gegen die alliierte Besatzung der Türkei, die nach der Unterzeichnung des Waffenstillstands von Moudros am 30. Oktober 1918 gegründet wurde. Erkul wurde Mitglied der Türkischen Nationalbewegung unter Führung von Mustafa Kemal Pascha und nahm am Kongress von Sivas teil.
Erkul kandidierte 1920 als Kandidat für Bursa für das letzte osmanisches Parlament, wurde aber nicht ausgewählt. Bei den ersten Wahlen zur Großen Nationalversammlung im gleichen Jahr kandidierte er erneut und wurde nun zum Abgeordneten gewählt. Zugleich arbeitete er im Unabhängigkeitskrieg an der Front als Militärchirurg ohne militärischen Rang. Bei den Wahlen zur zweiten Großen Nationalversammlung am 28. Juni 1923 wurde Erkul nicht gewählt, obwohl er von Mustafa Kemal Pascha nominiert worden war. Stattdessen wurde er zum zweiten Mal Mitglied des Provinzverwaltungsrates von Bursa und war maßgeblich am Wiederaufbau der von der Besatzung befreiten Stadt beteiligt.
Am 5. Juni 1924 wurde Erkul von der türkischen Regierung zum Bürgermeister von Istanbul ernannt. Während seiner Amtszeit wurde intensiv daran gearbeitet, die Wasserver- und Abwasserentsorgung der Stadt zu verbessern und der Bevölkerung eine verbesserte Gesundheitsversorgung zu bieten. Am 19. Januar 1926 trat er aus gesundheitlichen Gründen von seinem Amt als Stadtgouverneur von Istanbul zurück und wurde Vorstandsvorsitzender des Yıldız Casino. Nach der Schließung des staatlichen Casinos gründete Erkul ein Unternehmen, kehrte aber bald wieder in den Beruf als Arzt zurück. Er behandelte Patienten seiner Klinik in der Nuru-Osmaniye-Caddesi 34 und führte Operationen im italienischen Krankenhaus durch.
Am 3. März 1932 wurde Emin Erkul in den Vorstand der Millî Reasürans gewählt, die 1929 von der Türkiye İş Bankası zur Verstaatlichung des Versicherungswesens gegründet wurde. Erkul war bis zu seinem Ausscheiden aus dem Vorstand am 29. März 1950 als Mitglied, stellvertretender Vorsitzender und Vorsitzender des Vorstandes. Am 1. Januar 1934 wurde er zum Mitglied des Vorstands der Ottomanischen Bank gewählt und übte dieses Amt bis zum 10. Juli 1953 aus.
Bei den Wahlen 1950 kandidierte Erkul als unabhängiger Kandidat erneut für die Große Nationalversammlung, konnte jedoch kein Abgeordnetenmandat erringen. Im Jahr 1961 kandidierte er als unabhängiger Kandidat aus Istanbul für den neu eingerichteten Senat der Republik, wurde aber erneut nicht gewählt.
Emin Erkul starb am 3. Juni 1964 in Istanbul und wurde am 5. Juni 1964 auf dem Friedhof Merdivenköy beigesetzt.

## Auszeichnungen
- İstiklâl Madalyası[1]
- 1939: Ehrenmitglied der United States Military Surgeons Association[1]
- 1947: Ehrenbürger von Bursa[1]